# Jaskinia Józefa
Jaskinia Józefa – jaskinia na wzniesieniu Las Góra w pobliżu wsi Rodaki w gminie Klucze w województwie małopolskim. Jaskinia jest jedną z dłuższych i głębszych na Jurze Krakowsko-Częstochowskiej. 
W pobliżu znajdują się także dwie inne, częściowo zbadane i opisane jaskinie. 60 metrów na zachód położony jest otwór Jaskini Rysia, natomiast 120 metrów na zachód znajduje się wejście do Jaskini Spełnionych Marzeń. W okolicy znajduje się również szereg innych, jak dotąd słabo zbadanych, otworów. 

## Historia
Jaskinia została odkryta i zbadana przez Adama Sanaka, który nadał jej nazwę na cześć swego niedawno zmarłego ojca. Na wytop w śniegu, sugerujący istnienie pod ziemią przestrzeni natrafił 26 lutego 2005. 23 września 2008, po usunięciu niewielkiej ilości ziemi i materiału skalnego, odsłonił otwór wejściowy do jaskini. Przez kolejnych kilka lat jaskinia była stopniowo eksplorowana i opisywana. Początkowo, położenie Jaskini Józefa było trzymane przez odkrywcę w tajemnicy. Współrzędne jaskini zostały podane do publicznej wiadomości 1 kwietnia 2011 roku.

## Położenie
Otwór jaskini usytuowany jest na wzniesieniu o nazwie Las Góra (413,2 m n.p.m.), położonym na zachód od miejscowości Rodaki. Teren ten charakteryzuje się licznymi formacjami skalnymi, w szczególności skałami wapiennymi.

## Opis
Wejście do jaskini to studzienka o głębokości 2 metrów. Na południe od jej dna znajduje się głęboka na 35 metrów Studnia ASa, z przewężeniem o szerokości 0,5 metra na wysokości 16 m poniżej otworu jaskini. Jest to jedna z najgłębszych tego typu formacji na Jurze Krakowsko-Częstochowskiej. Od studni odchodzi wiele korytarzy, z których jeden dociera do najwyższego punktu jaskini, tj. 0,9 m powyżej głównego otworu. Kierując się na zachód można dostać się do Studni Kolumnowej, głębokiej na 27 metrów.
Na północny zachód od dna Studni ASa, rozpoczyna się dolna część Salki Daniela. Jest ona największą z salek w Jaskini Józefa. Jej maksymalna szerokość to 3,5 metra, a wysokość około 10-15 metrów. Dno pokryte jest głazami i gruzem. Występuje kilka stalagmitów, w stropie grupa nacieków tj. stalaktyty oraz ich wczesne formy – makarony. Południowa część Salki Daniela tworzy Galerię Rekina, z charakterystycznym naciekiem w kształcie płetwy rekina.
Jednym z ciekawszych miejsc w Jaskini Józefa jest Biały Korytarzyk, długości 4 m. Jego ściany pokryte są mlekiem wapiennym. Kierując się na północny zachód od dna Studni Kolumnowej można dotrzeć do skrajnego miejsca po tej stronie jaskini – zawaliska Dylematy Zachodnie.
Na wschód od dna Studni ASa rozciąga się Ciąg Tatrzański, który jest najobszerniejszym korytarzem w jaskini. Dno studzienki przy południowej ścianie korytarza jest zarazem najniższym punktem jaskini – 40,9 metra poniżej otworu wejściowego. Ciąg Tatrzański kończy się rozwidleniem, z czego wąska szczelina prowadzi do Ukrytego Komina. Jest to najwyższa tego typu formacja w Jaskini Józefa. Jego górna część leży 12 metrów powyżej podstawy w Ciągu Tatrzańskim, przy czym istnieje możliwość dalszej eksploracji w górę. Najbardziej wysuniętym na północny wschód punktem jaskini są Zaburzenia Wschodnie.

## Fauna jaskiniowa
W jaskini żyje kilka gatunków nietoperzy. Podczas przeprowadzonego w lutym 2012 ich liczenia, odnotowano obecność 14 osobników nocka orzęsionego. Rok później liczba ta wzrosła do co najmniej 27. Stanowisko to jest więc jednym z liczniejszych zimowisk tego gatunku w Polsce.
W jaskini stwierdzono również obecność kilkudziesięciu osobników nocka dużego oraz kilku nietoperzy z gatunków: gacek brunatny, nocek Natterera i rudy.

## Eksploracja
Jaskinia Józefa to jaskinia o rozwinięciu pionowym. Występują w niej liczne studnie, zawaliska, kominy czy galerie. Powoduje to, iż jaskinia jest obiektem wymagającym i trudnym do pokonania. Eksploracja obiektu nie jest zalecana osobom nieposiadającym odpowiedniego przygotowania oraz specjalistycznego sprzętu wspinaczkowego.